# Colin Hay
Pour les articles homonymes, voir Hay.
Colin Hay est un musicien australo-écossais né le 29 juin 1953 à Kilwinning. Il a notamment été le chanteur du groupe australien Men at Work durant les années 1980 avant de se lancer dans une carrière solo.

## Débuts etMen at Work
Colin Hay est né en Écosse mais a émigré en Australie à 14 ans avec sa famille. En 1978, Hay fait la connaissance de Ron Strykert (en) et les deux hommes forment un duo de musique acoustique. Peu après, ils forment le groupe Men at Work, avec Jerry Speiser (en) (percussions), John Rees (bassiste) et Greg Ham (flûtiste, saxophoniste). Le groupe sort son premier album Business as Usual en 1981.

## Carrière ultérieure

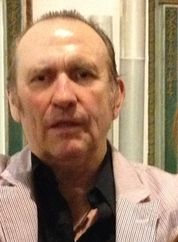
Colin Hay en 2013.

Après la dissolution du groupe Men at Work en 1985, Hay sort plusieurs albums solo, dont Looking for Jack (en) et Wayfaring Sons (en), qui obtiennent un certain succès commercial. En 2002, Hay apparaît dans l'épisode Mon exagération de la série télévisée Scrubs (saison 2 épisode 1) où il interprète Overkill, un succès du groupe Men at Work. En 2004 il contribue à la bande son du film Garden State réalisé par Zach Braff avec la chanson I Just Don't Think I'll Ever Get Over You (en). Il a également fondé son propre label, Lazy Eye Records et été l'invité de plusieurs émissions à la télévision américaine, comme The Larry Sanders Show, JAG ou The Mick Molloy Show (en). Ses apparitions les plus récentes à la télévision ont été dans la série Scrubs (My Hard Labor, My finale), ainsi que dans les séries What About Brian, The Black Donnelys (en), et Cane où figurent des chansons de son répertoire. Il a aussi été membre des 8e et 10e Ringo Starr & His All-Starr Band et est l'auteur de la chanson What's My Name de l'album homonyme de 2019.

## Discographie

### Albums studio
- 1987 : Looking for Jack (en)
- 1990 : Wayfaring Sons (en)
- 1992 : Peaks & Valleys (en)
- 1994 : Topanga (en)
- 1998 : Transcendental Highway (en)
- 2001 : Going Somewhere (en)
- 2002 : Company of Strangers (en)
- 2007 : Are You Lookin' at Me? (en)
- 2009 : American Sunshine (en)
- 2011 : Gathering Mercury (en)
- 2015 : Next Year People (en)
- 2017 : Fierce Mercy
- 2021 : Just Don't Know What to Do with Myself
- 2022 : Now and the Evermore

### Compilations & Live
- 2003 : Man @ Work